# Tébessa
Tébessa (o Tbessa) (en árabe: ولاية تبسة ) es el nombre de una ciudad, capital de una de las provincias o wilayas de Argelia. Antiguamente se la conocía por el nombre de Theveste.
La ciudad se encuentra a 40 km de la frontera entre Argelia y Túnez, a una altitud de 960 m.